# Кищицы
Ки́щицы (бел. Кішчыцы) — деревня в составе Черневского сельсовета Дрибинского района Могилёвской области Республики Беларусь.

## История
Упоминается в 1643 году как село с церковью в Басейском войтовстве Шкловской волости в Оршанском повете Великого Княжества Литовского.
В 1905 году произошел конфликт населения Кишиц с властями, закончившийся применением солдатами огнестрельного оружия.

## Население
- 1999 год — 89 человек
- 2010 год — 51 человек